# Michal Sýkora
Pour les articles homonymes, voir Sykora.
Michal Sýkora (né le 4 juillet 1973 à Pardubice en République tchèque) est un ancien joueur professionnel tchèque de hockey sur glace qui évoluait au poste de défenseur.

## Biographie
Sýkora a commencé sa carrière dans sa ville natale, où il a joué dans les équipes de jeune du TJ Tesla Pardubice. Il a joué ses premiers matchs dans l'Extraliga à seulement 17 ans lors de la saison 1990-91. Il a ensuite fait le saut vers l'Amérique du Nord, dans la Ligue de hockey de l'Ouest avec les Rockets de Tacoma. Après une bonne saison recrue, il a été finalement choisi lors du repêchage d'entrée dans la LNH 1992 à la 123e position par les Sharks de San José. Il resta une saison de plus avec les Rockets où il inscrivit 73 points, le double de l'année précédente, avant de jouer une bonne partie de la saison 1993-94 avec les Blades de Kansas City, club-école des Sharks, dans la Ligue internationale de hockey. Il a également fait ses premiers pas dans la Ligue nationale de hockey en jouant 22 matchs avec les Sharks.
Après la saison réduite de 1994-1995 en raison d'un Lock-out, il s'imposa en 1995-1996 où il joua 79 des 82 matchs de la saison régulière. Il fut échangé au cours de la saison suivante aux Blackhawks de Chicago avec Chris Terreri et Ulf Dahlén contre le gardien Ed Belfour.
En 1996-1997, il fut à nouveau échangé, cette fois-ci au Lightning de Tampa Bay avec un 4e choix de repêchage contre Mark Fitzpatrick. Après seulement dix matches avec le Lightning, il quitta le club et retourna à nouveau dans sa patrie tchèque, où il passa deux saisons avec le HC Sparta Prague et célébra le titre de champion en 2000.
Pour la saison 2000-2001, il signa comme agent libre avec les Flyers de Philadelphie. Il revint ensuite dans la ligue tchèque, au HC IPB Pojišťovna Pardubice, où il joua jusqu'à ce qu'il termine sa carrière en 2004-05.

## Statistiques
Pour les significations des abréviations, voir Statistiques du hockey sur glace.

### En club
| Saison     | Équipe                       | Ligue      |     | Saison régulière | Saison régulière | Saison régulière | Saison régulière | Saison régulière |    | Séries éliminatoires | Séries éliminatoires | Séries éliminatoires | Séries éliminatoires | Séries éliminatoires |
| Saison     | Équipe                       | Ligue      | PJ  | B                | A                | Pts              | Pun              | PJ               | B  | A                    | Pts                  | Pun                  |                      |                      |
| 1990-1991  | TJ Tesla Pardubice           | Extraliga  | 2   | 0                | 0                | 0                | 0                |                  |    |                      |                      |                      |                      |                      |
| 1991-1992  | Rockets de Tacoma            | LHOu       | 61  | 13               | 23               | 36               | 66               | 4                | 0  | 2                    | 2                    | 2                    |                      |                      |
| 1992-1993  | Rockets de Tacoma            | LHOu       | 70  | 23               | 50               | 73               | 73               | 7                | 4  | 8                    | 12                   | 2                    |                      |                      |
| 1993-1994  | Blades de Kansas City        | LIH        | 47  | 5                | 11               | 16               | 30               | --               | -- | --                   | --                   | --                   |                      |                      |
| 1993-1994  | Sharks de San José           | LNH        | 22  | 1                | 4                | 5                | 14               | --               | -- | --                   | --                   | --                   |                      |                      |
| 1994-1995  | Blades de Kansas City        | LIH        | 36  | 1                | 10               | 11               | 30               | --               | -- | --                   | --                   | --                   |                      |                      |
| 1994-1995  | Sharks de San José           | LNH        | 16  | 0                | 4                | 4                | 10               | --               | -- | --                   | --                   | --                   |                      |                      |
| 1995-1996  | Sharks de San José           | LNH        | 79  | 4                | 16               | 20               | 54               | --               | -- | --                   | --                   | --                   |                      |                      |
| 1996-1997  | Sharks de San José           | LNH        | 35  | 2                | 5                | 7                | 59               | --               | -- | --                   | --                   | --                   |                      |                      |
| 1996-1997  | Blackhawks de Chicago        | LNH        | 28  | 1                | 9                | 10               | 10               | 1                | 0  | 0                    | 0                    | 0                    |                      |                      |
| 1997-1998  | Ice d'Indianapolis           | LIH        | 6   | 0                | 0                | 0                | 4                | --               | -- | --                   | --                   | --                   |                      |                      |
| 1997-1998  | HC Pardubice                 | Extraliga  | 1   | 1                | 0                | 1                | 2                |                  |    |                      |                      |                      |                      |                      |
| 1997-1998  | Blackhawks de Chicago        | LNH        | 28  | 1                | 3                | 4                | 12               | --               | -- | --                   | --                   | --                   |                      |                      |
| 1998-1999  | Lightning de Tampa Bay       | LNH        | 10  | 1                | 2                | 3                | 0                | --               | -- | --                   | --                   | --                   |                      |                      |
| 1998-1999  | HC Sparta Prague             | Extraliga  | 26  | 4                | 9                | 13               | 38               | 8                | 2  | 0                    | 2                    | 0                    |                      |                      |
| 1999-2000  | HC Sparta Prague             | Extraliga  | 48  | 11               | 14               | 25               | 89               |                  |    |                      |                      |                      |                      |                      |
| 2000-2001  | Flyers de Philadelphie       | LNH        | 49  | 5                | 11               | 16               | 26               | 6                | 0  | 1                    | 1                    | 0                    |                      |                      |
| 2001-2002  | HC IPB Pojišťovna Pardubice  | Extraliga  | 49  | 7                | 11               | 18               | 111              | 6                | 2  | 2                    | 4                    | 26                   |                      |                      |
| 2002-2003  | HC ČSOB Pojišťovna Pardubice | Extraliga  | 45  | 6                | 17               | 23               | 58               | 8                | 4  | 5                    | 9                    | 6                    |                      |                      |
| 2003-2004  | HC Moeller Pardubice         | Extraliga  | 45  | 11               | 14               | 25               | 26               | 7                | 1  | 3                    | 4                    | 8                    |                      |                      |
| 2004-2005  | HC Moeller Pardubice         | Extraliga  | 2   | 0                | 1                | 1                | 2                | --               | -- | --                   | --                   | --                   |                      |                      |
| Totaux LNH | Totaux LNH                   | Totaux LNH | 267 | 15               | 54               | 69               | 185              | 7                | 0  | 1                    | 1                    | 0                    |                      |                      |

### En équipe nationale
| Saison | Équipe             | Compétition                 |   | PJ | B | A | PTS | +/- | PUN                | Résultat |
| ------ | ------------------ | --------------------------- | - | -- | - | - | --- | --- | ------------------ | -------- |
| 1991   | Tchécoslovaquie    | Championnat d'Europe junior | 5 | 0  | 0 | 0 |     | 0   | Médaille d'or      |          |
| 1996   | République tchèque | Coupe du monde              | 2 | 0  | 0 | 0 |     | 2   | 4e division Europe |          |
| 1996   | République tchèque | Championnat du monde        | 8 | 0  | 1 | 1 | +14 | 6   | Médaille d'or      |          |
| 2000   | République tchèque | Championnat du monde        | 9 | 5  | 3 | 8 | +7  | 16  | Médaille d'or      |          |
| 2002   | République tchèque | Jeux olympiques             | 4 | 0  | 0 | 0 | -1  | 0   | 7e                 |          |
| 2002   | République tchèque | Championnat du monde        | 7 | 1  | 2 | 3 | +3  | 12  | 1/4 de finale      |          |

## Honneurs et récompenses
- Première équipe d'étoiles de la LHOu 1993
- équipe d'étoiles du championnat du monde 1996
- Meilleur buteur des séries éliminatoires de l'Extraliga 1999-2000
- Meilleur ratio +/- des séries éliminatoires de l'Extraliga 1999-2000